# Ciperàcies
Les ciperàcies (Cyperaceae) formen una família de plantes amb flor, monocotiledònies, amb aspecte graminoide, semblant a les poàcies. Té una distribució cosmopolita. Els centres principals de diversitat són a les parts tropicals d'Àsia i Amèrica del Sud, encara que el gènere més nombrós (Carex té més de 2000 espècies) és més abundant a les zones temperades i fredes dels dos hemisferis Generalment són plantes que es troben als prats i als aiguamolls però també estan presents als boscos i a la tundra. La família de les ciperàcies consta (depenent dels autors que es consultin) de més de 4.000 espècies distribuïdes en uns 70 gèneres, la meitat de les quals en el gènere Carex. Entre les ciperàcies més conegudes hi ha el papir (Cyperus papirus) i la xufla (Cyperus esculentus).

## Descripció
Tenen un aspecte molt semblant a les poàcies: Ambdues tenen en comú un periant pràcticament inexistent, mentre les juncàcies, una altre família propera amb port graminoide, tenen un periant format per sis tèpals, molt petits però visibles.
Les flors, molt menudes, es troben a l'axil·la d'unes bràctees molt especials, que habitualment estan densament agrupades formant unes petites espigues. A partir d'aquí, per poc que ens hi fixem, les ciperàcies es separen molt ràpidament de les poàcies:
Les flors de les ciperàcies surten a l'axil·la d'una única bràctea, les tiges normalment tenen una secció triangular i la beina de les fulles és tancada. En canvi, a les poàcies les flors estan protegides per dues bràctees. Les tiges tenen secció circular i la beina de les fulles es troba partida en sentit longitudinal

## Gèneres
Vuit gèneres d'aquesta família són autòctons als Països Catalans: Carex, Cladium, Cyperus, Eleocharis, Eriophorum, Kobresia, Schoenus i Scirpus.  També hi podem trobar algunes espècies naturalitzades pertanyents al gènere Fimbristylis. Segons les bases de dades taxonòmiques online que es poden consultar directament des d'aquesta pàgina (wfoplantlist, POWO...) hi ha entre 90 a 100 gèneres, entre els quals: 

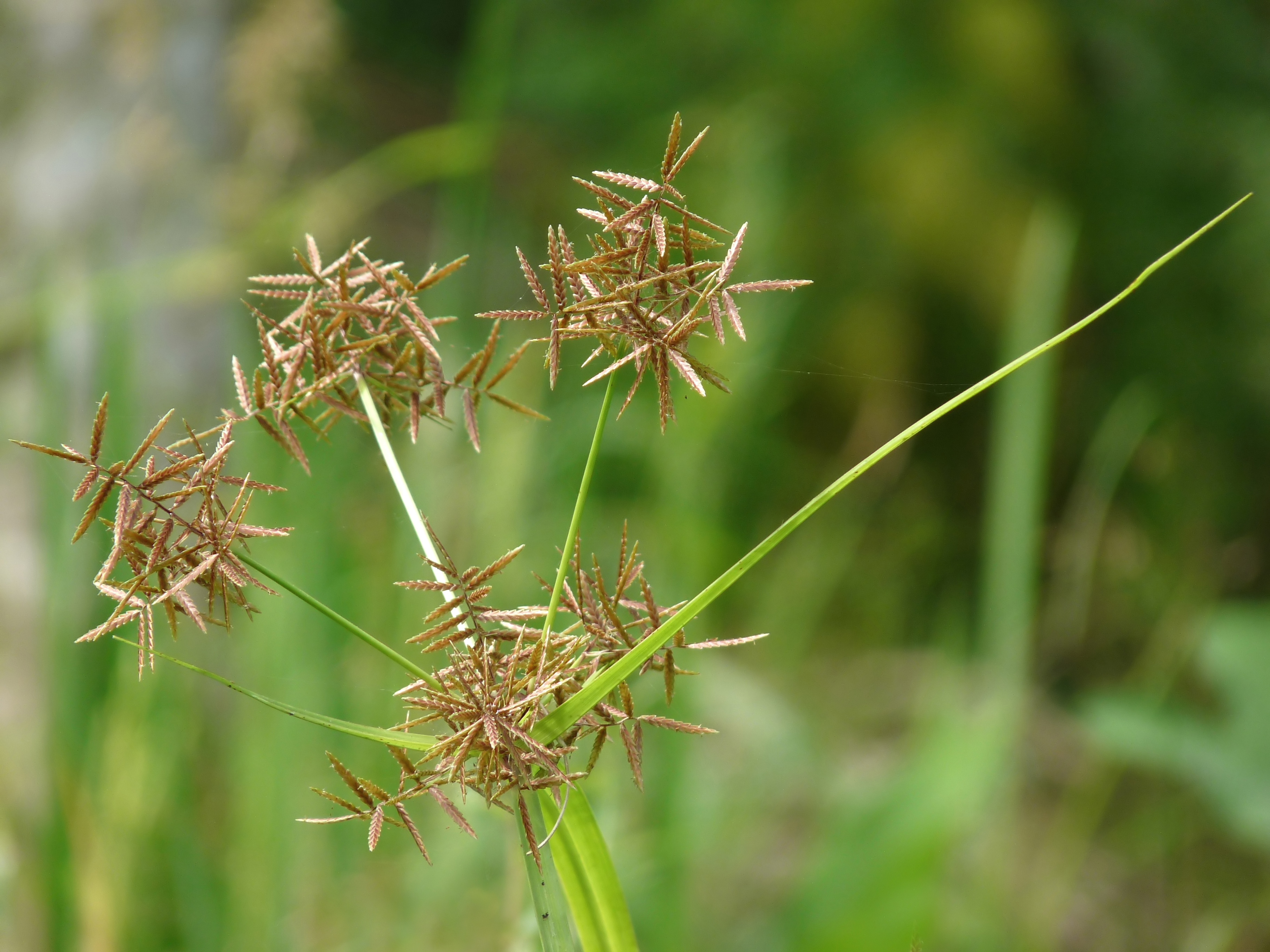
Cyperus rotundus, Kerala

- Abildgaardia
- Actinoscirpus
- Actinoschoenus
- Afrotrilepis
- Alinula
- Amphiscirpus
- Androtrichum
- Arthrostylis
- Ascolepis
- Becquerelia
- Baumea
- Blysmus
- Bolboschoenus
- Bulbostylis
- Carex
- Cladium
- Coleochloa
- Cymophyllus
- Cyperus
- Desmoschoenus
- Dulichium
- Eleocharis
- Eleogiton
- Elyna
- Eriophorum
- Ficinia
- Fimbristylis
- Fuirena
- Gahnia
- Hypolytrum
- Isolepis
- Kobresia
- Kyllinga
- Lagenocarpus
- Lepidosperma
- Lepironia
- Lipocarpha
- Machaerina
- Mapania
- Mariscus
- Mesomelaena
- Morelotia
- Oreobolus
- Oxycaryum
- Pycreus
- Remirea
- Rhynchospora
- Schoenoplectus
- Schoenus
- Scirpodendron
- Scirpoides
- Scirpus
- Scleria
- Trichophorum
- Uncinia
- Websteria